# Another Opus
Another Opus — студійний альбом американського джазового вібрафоніста Лема Вінчестера, випущений у 1960 році лейблом New Jazz.

## Опис
Вібрафоніст Лем Вінчестер загинув 13 січня 1961 року у результаті нещасного випадку, застріливши самого себе. За декілька останніх років життя він встиг записати декілька цінних альбомів. Ця сесія є однією з його останніх і однією з найкращих. Вінчестер грає у квінтеті з флейтистом Френком Вессом, піаністом Генком Джонсом, басистом Едді Джонсом і ударником Гасом Джонсоном у свінговій і креативній формі три власні композиції, «The Meetin'» Олівера Нельсона і стандарт «Like Someone in Love».  

## Список композицій
1. «Another Opus» (Лем Вінчестер) — 6:31
2. «Blues Prayer» (Лем Вінчестер) — 10:37
3. «The Meetin'» (Олівер Нельсон) — 5:48
4. «Like Someone in Love» (Джиммі Ван Гейзен, Джонні Берк) — 6:30
5. «Both Barrels» (Лем Вінчестер) — 4:56

## Учасники запису
- Лем Вінчестер — вібрафон
- Френк Весс — флейта
- Генк Джонс — фортепіано
- Едді Джонс — контрабас
- Гас Джонсон — ударні

Технічний персонал
- Есмонд Едвардс — продюсер, дизайн
- Руді Ван Гелдер — інженер
- Джо Голдберг — текст